# Oppelner Beiträge zur Germanistik
Die Oppelner Beiträge zur Germanistik waren eine Schriftenreihe, die von 1999 bis 2004 in der Peter-Lang-Verlagsgruppe erschien. Herausgeber der Reihe waren die polnischen Germanisten Marek Zybura und Maria Katarzyna Lasatowicz vom Germanistischen Institut der Universität Opole.
Insgesamt wurden sieben Bände veröffentlicht, davon zwei Tagungsbände der Internationalen Germanistischen Konferenzen 1998 und 2000 in Kamień Śląski, vier Aufsatzsammlungen und eine Monografie. Themen waren allgemeine Probleme zur Sprache und deutschsprachigen Literatur und zum Werk von Friedrich Hebbel, Friedrich Schiller und Friedrich Hölderlin.

## Bände
- Band 1: Maria Katarzyna Lasatowicz, Jürgen Joachimsthaler (Hrsg.): Assimilation – Abgrenzung – Austausch. Interkulturalität in Sprache und Literatur. Konferenzschrift. Internationale Germanistische Konferenz in Kamień Śląski, 26.–30. April 1998. Lang, Frankfurt am Main 1999, ISBN 978-3-631-34894-9.
- Band 2: Edward Białek, Marek Zybura (Hrsg.): Hubert Orłowski: Literatur und Herrschaft – Herrschaft und Literatur. Zur österreichischen und deutschen Literatur des 20. Jahrhunderts. Aufsatzsammlung. Lang, Frankfurt am Main 2000, ISBN 978-3-631-35726-2.
- Band 3: Andrea Rudolph: Genreentscheidung und Symbolgehalt im Werk Friedrich Hebbels. Lang, Frankfurt am Main 2000, ISBN 978-3-631-36640-0.
- Band 4: Hans-Georg Pott: Schiller und Hölderlin. Studien zur Ästhetik und Poetik. Aufsatzsammlung. Lang, Frankfurt am Main 2002, ISBN 978-3-631-38543-2.
- Band 5: Edward Białek, Manfred Durzak, Marek Zybura (Hrsg.): Literatur im Zeugenstand. Beiträge zur deutschsprachigen Literatur- und Kulturgeschichte. Festschrift zum 65. Geburtstag von Hubert Orłowski. Aufsatzsammlung. Lang, Frankfurt am Main 2002, ISBN 978-3-631-39495-3.
- Band 6: Regionalität als Kategorie der Sprach- und Literaturwissenschaft. Konferenzschrift. Internationale Germanistische Konferenz in Kamień Śląski, 16.–20. April 2000. Lang, Frankfurt am Main 2002, ISBN 978-3-631-39167-9.
- Band 7: Horst Denkler: Was war und was bleibt? Zur deutschen Literatur im Dritten Reich. Neuere Aufsätze. Aufsatzsammlung. Lang, Frankfurt am Main 2004, ISBN 978-3-631-51894-6.